# Burgerbegroting

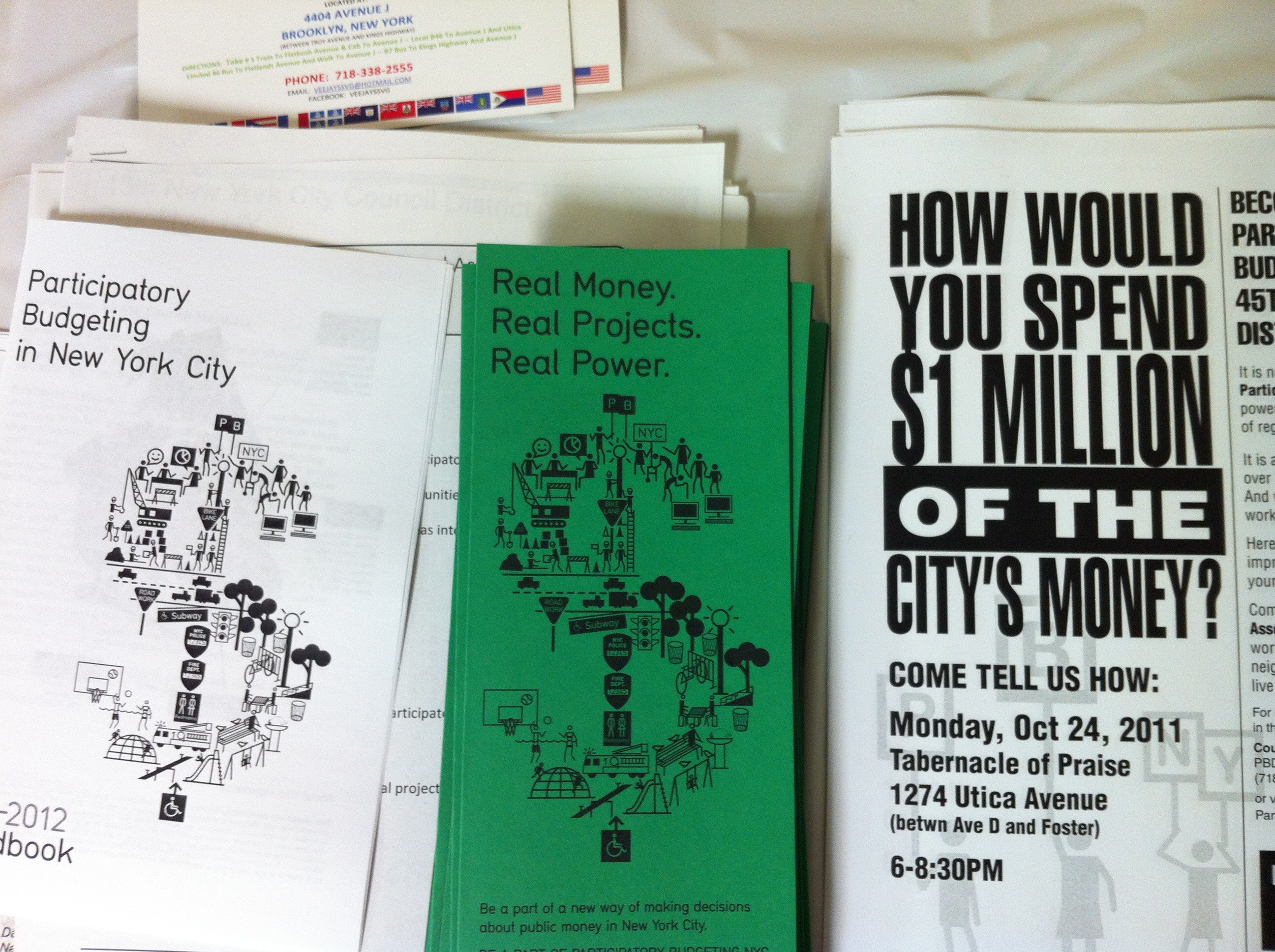
Pamfletten voor burgerbegroting

Burgerbegroting is een proces van democratische besluitvorming, en een vorm van directe democratie, waarbij de burgers zelf beslissen hoe een gemeentelijk of overheidsbudget, dan wel een deel ervan, wordt besteed. Tijdens het opstellen van een burgerbegroting worden allerhande voorstellen van projecten voor publieke uitgaven besproken, en de prioriteiten vastgelegd.
Dit overleg kan leiden tot een effectieve begroting, ofwel tot een reeks aanbevelingen aan verkozen vertegenwoordigers.
De eerste effectieve burgerbegroting kwam in 1989 tot stand in Porto Alegre (Brazilië), op initiatief van Olivio Dutra, burgemeester van de Arbeiderspartij. Intussen is het concept wereldwijd doorgedrongen.

## Toepassing

### Latijns-Amerika
In Brazilië werd de eerste volwaardige burgerbegroting in 1989 op touw gezet in Porto Alegre. Vanwege het succes werd dit initiatief tegen 2001 in meer dan 100 Braziliaanse steden toegepast. In 2015 hadden minstens 1500 gemeentebesturen een vorm van burgerbegroting ingevoerd
In de Dominicaanse Republiek werden diverse projecten van burgerbegroting gestart.
Een recenter voorbeeld is de stad Torres in Venezuela.

### Europa
In een aantal gemeenten in Frankrijk, Duitsland en Portugal werden burgerbegrotingen opgesteld en uitgevoerd.

#### Nederland
Al sinds 2010 zijn in Nederland participatieve gesprekken gestart tussen overheid en burgers. Sindsdien lopen een aantal projecten in onder meer Deventer, Breda, Emmen, Oldebroek en Geffen (gemeente Oss).

#### België
In Antwerpen loopt sinds 2014 een project binnen het district Antwerpen, met een budget van 1 miljoen euro.

### Noord-Amerika
In Canada werden burgerbegrotingen opgesteld inzake sociale huisvesting, buurtgroepen en scholen, in onder andere Toronto en Hamilton.
In de Verenigde Staten was Chicago de eerste stad met een burgerbegroting. Sindsdien zijn vooral in het Noordoosten van de VS diverse initiatieven op gang gekomen.

### Azië
In India bestaan initiatieven in Hiware Bazar en in Delhi.

### Oceanië
In Christchurch (Nieuw-Zeeland) kunnen burgers een al bestaande conceptbegroting beoordelen en bijstellen met nieuwe voorstellen.

## Voor- en nadelen
In een onderzoek naar burgerbegrotingen in acht Braziliaanse gemeenten werd ingegaan op de successen en mislukkingen van dit democratisch model.  Vaak bleken de overheidsuitgaven hierdoor meer evenwichtig en transparant te worden, voelden (vooral armere) kiezers zich nauwer betrokken bij het bestuur, en nam de burgerzin toe. 
Ook de Wereldbank publiceerde een rapport over burgerbegrotingen. Daarin wordt gewezen op de voordelen van dergelijke programma's voor de armoedebestrijding en de publieke dienstverlening. Toch biedt het geen oplossing voor de werkloosheid. De participatie van de allerarmsten en van jongeren is soms problematisch. Bestaand cliëntelisme wordt niet altijd bestreden, en bepaalde groepen blijken af te haken zodra hun wensen zijn vervuld.